# Jan Zapletal
Jan Zapletal (* 21. května 1948) je český politik a programátor, bývalý senátor za obvod č. 71 – Ostrava-město a člen ČSSD.

## Vzdělání, profese a rodina
Před vstoupem do senátu pracoval jako programátor a analytik.

## Politická kariéra
Do roku 1998 zasedal v zastupitelstvu města Ostravy.
Ve volbách 1996 se stal členem horní komory českého parlamentu, přestože jej v prvním kole výrazně porazil občanský demokrat Ladislav Talavašek v poměru 44,04 % ku 24,85 % hlasů. Ve druhém kole jej však předčil sociální demokrat se ziskem 52,69 % hlasů a byl zvolen senátorem. Mezi lety 1996-1998 působil jako místopředseda Výboru pro hospodářství, zemědělství a dopravu a mezi lety 1998-2000 vykonával funkci 1. místopředsedy senátorského klubu ČSSD. Ve volbách 2000 svůj mandát obhajoval, ovšem se ziskem 17,66 % hlasů skončil na 4. místě.